# Eumops
Eumops  — рід кажанів родини молосових, розповсюджених від півдня США до Вогненної Землі. Перший зразок 1800 року Eumops auripendulus вперше описав Шоу. Рід Eumops тільки в 1906 році визнаний окремим родом.

## Види
- Eumops auripendulus (Shaw, 1800)
- Eumops bonariensis (Peters, 1874)
- Eumops chimaera (Gregorin, Moras, Acosta, Vasconcellos, Poma, Santos & Paca, 2016)
- Eumops chiribaya (Medina, Gregorin, Zeballos, Zamora & Moras, 2014)
- Eumops dabbenei (Thomas, 1914)
- Eumops floridanus (G.M. Allen, 1932)
- Eumops glaucinus (Wagner, 1843)
- Eumops hansae (Sanborn, 1932)
- Eumops maurus (Thomas, 1901)
- Eumops patagonicus (Thomas, 1924)
- Eumops perotis (Schinz, 1821)
- Eumops trumbulli (Thomas, 1901)
- Eumops underwoodi (Goodwin, 1940)
- Eumops wilsoni (Baker, McDonough, Swier, Larsen, Carrera & Ammerman, 2009)

## Морфологія
Морфометрія. Довжина голови й тіла: 40—130 мм, хвіст: 35—80 мм, передпліччя: 37—83 мм, вага: 30—70 гр.
Опис. Верх тіла коричнюватий, сіруватий або чорнуватий, низ трохи блідіший. Eumops perotis — найбільший кажан США. Великі вуха округлі або кутасті в загальних рисах і, як правило, пов'язані по голові біля основи. Горловий мішок є в деяких з цих кажанів і якщо він є, то розвиненіший у самців, ніж у самиць. Мабуть, коли самці ведуть активне статеве життя, ці мішки набухають і, здається, наповнюються матеріалом, який має запах і який може привернути самиць.

## Стиль життя
Ці кажани зазвичай ночують у тріщинах скель, тунелів, дерев та будівель. Як і більшість молосових, Eumops часто знаходять притулки під гофрованими залізними штучними спорудами. Сідала, принаймні у великих видів, зазвичай знаходяться в шести і більше метрів над землею. Через їх розмір і довгі вузькі крила, ці кажани потребують багато місця, щоб почати політ. Хоча E. perotis здається неміграційний, він переміщається в різні місця ночівель зі зміною пір року й, принаймні, в північних частинах ареалу деяких особини цього виду стають неактивними протягом короткого періоду взимку на південному заході Сполучених Штатів.